# Ilex subcrenata
Ilex subcrenata är en järneksväxtart som beskrevs av Shiu Ying Hu. Ilex subcrenata ingår i släktet järnekar, och familjen järneksväxter. Inga underarter finns listade i Catalogue of Life.